# Список банков, лишённых лицензии в 2017 году (Россия)

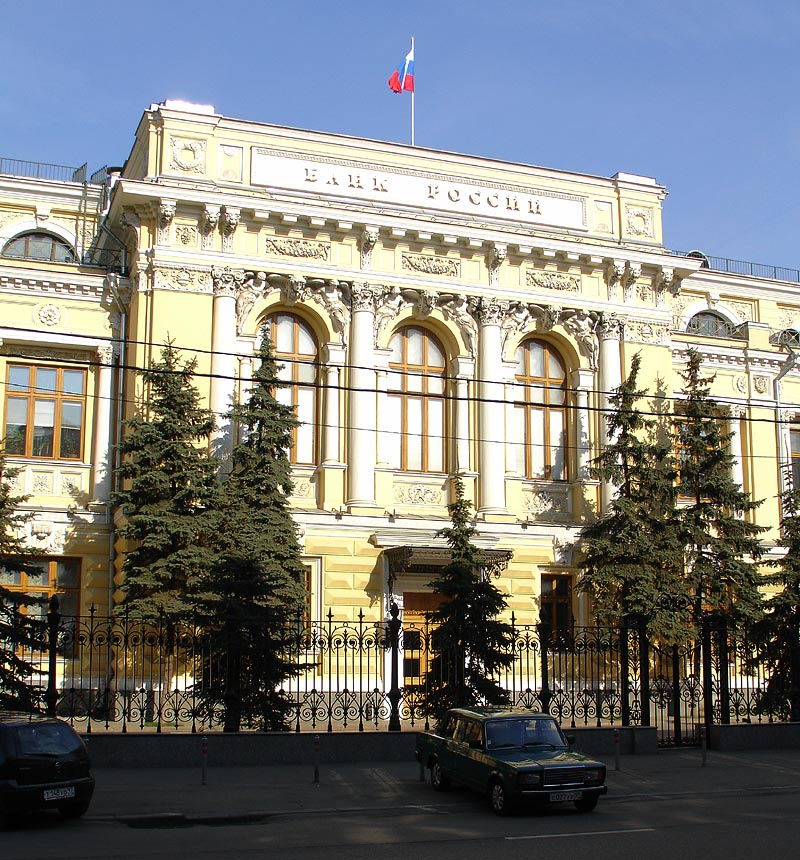
Здание Центрального Банка России на Неглинной

В список включены все кредитные организации России, у которых в 2017 году была отозвана или аннулирована лицензия на осуществление банковской деятельности.
В 2017 году Центральный банк Российской Федерации отозвал лицензии у 51 кредитной организации, из которых 47 лицензий были отозваны у банков и 4 — у небанковских кредитных организаций, также у 12 организаций лицензии были аннулированы, из них 10 банков и 2 небанковские кредитные организации соответственно. Больше всего кредитных организаций лишились лицензий в марте и апреле. Так, в эти месяцы закрывалось по 9 организаций: в марте было отозвано 6 и аннулировано 3 лицензии, а в ноябре — 7 отозвано и 2 аннулировано. Меньше всего — в июне, сентябре и октябре, в эти месяцы Банк России отзывал по 2 лицензии кредитных организаций.
Основной причиной для отзыва лицензий у банков в 2017 году стало нарушение банковского законодательства и законодательства в области противодействия легализации (отмыванию) доходов, полученных преступным путем, и финансированию терроризма. Кроме того, среди наиболее распространенных проблем оказались проблемы, связанные с недостаточностью размера собственных средств и капитала. В ряде случаев принималось во внимание наличие реальной угрозы интересам кредиторов и вкладчиков. Аннулирование лицензий происходило из-за прекращения деятельности организаций в порядке их добровольной ликвидации или присоединения к другим кредитным организациям. Наибольший резонанс в стране и общественную активность вкладчиков вызвал отзыв лицензии у банка «Югра», входившего в топ-30 российских банков. По данному случаю впервые в российской истории генеральной прокуратурой было опротестовано решение Банка России о введении временной администрации и установлении моратория на удовлетворение требования кредиторов, однако последний отклонил этот протест.

## Легенда
Список разбит на четыре раздела по кварталам 2017 года. Внутри разделов организации отсортированы по месяцам, внутри месяца по датам закрытия, внутри одной даты по номеру документа об отзыве или аннулировании лицензии.

| Таблица: - Дата — дата отзыва/аннулирования лицензии. - Приказ — номер приказа или иного документа об отзыве/аннулировании лицензии. - Регион — населённый пункт или регион регистрации банка. - АСВ — является ли кредитная организация участником системы страхования вкладов. - Причина — основные причины отзыва или аннулирования лицензии организации. Выделение строк цветом: - — выделение светло-зелёным цветом означает, что лицензия организации была аннулирована. - — выделение светло-жёлтым цветом означает, что лицензия организации была отозвана. | Сокращения: - АКБ — акционерный коммерческий банк. - АО — акционерное общество. - КБ — коммерческий банк. - НКО — небанковская кредитная организация. - ОАО — открытое акционерное общество. - ООО — общество с ограниченной ответственностью. - ПАО — публичное акционерное общество. - ПС — платёжная система. - РНКО — расчетная небанковская кредитная организация. |

## 1 квартал
В разделе приведены все кредитные организации, у которых в 1-м квартале 2017 года была отозвана или аннулирована лицензия.
| Наименование                                           | Основ. | Лиц. | Дата       | Приказ        | Регион          | АСВ | Причина | Прим.         |
| ------------------------------------------------------ | ------ | ---- | ---------- | ------------- | --------------- | --- | --- | ------------- |
| Январь                                                 |        |      |            |               |                 |     | |               |
| АО «Булгар Банк»                                       | 1992   | 1917 | 16.01.2017 | ОД-73         | Ярославль       | Да  | Неисполнение федеральных законов, регулирующих банковскую деятельность. Неисполнение нормативных актов Банка России. Существенная недостоверность отчетности. Наличие реальной угрозы интересам кредиторов и вкладчиков. | [ 6 ] [ 7 ]   |
| ООО КБ «Юниаструм Банк»                                | 1994   | 2771 | 20.01.2017 | 2172800030434 | Москва          | Нет | Присоединён к ПАО «Восточный экспресс банк». | [ 8 ] [ 9 ]   |
| ООО КБ «Тальменка-банк»                                | 1990   | 826  | 23.01.2017 | ОД-106        | Барнаул         | Да  | Неисполнение федеральных законов, регулирующих банковскую деятельность. Неисполнение нормативных актов Банка России. Нарушение требований Федерального закона № 115-ФЗ. Значение нормативов достаточности собственных средств (капитала) ниже 2 %, снижение размера собственных средств (капитала) ниже минимального значения уставного капитала.                                                            | [ 10 ] [ 11 ] |
| ООО «Сибирский Банк „Сириус“»                          | 2012   | 3506 | 23.01.2017 | ОД-108        | Омск            | Нет | Неисполнение федеральных законов, регулирующих банковскую деятельность. Неисполнение нормативных актов Банка России. Нарушение требований Федерального закона № 115-ФЗ. | [ 12 ] [ 13 ] |
| ПАО АКБ «Новация»                                      | 1992   | 840  | 23.01.2017 | ОД-111        | Майкоп          | Да  | Неисполнение федеральных законов, регулирующих банковскую деятельность. Потеря ликвидности. Неисполнение нормативных актов Банка России. Наличие реальной угрозы интересам кредиторов и вкладчиков. | [ 14 ] [ 15 ] |
| Февраль                                                |        |      |            |               |                 |     | |               |
| ПАО АКБ «Енисей»                                       | 1990   | 474  | 09.02.2017 | ОД-369        | Красноярск      | Да  | Неисполнение федеральных законов, регулирующих банковскую деятельность. Неисполнение нормативных актов Банка России. Полная утрата собственных средств (капитала). Наличие реальной угрозы интересам кредиторов и вкладчиков. | [ 16 ] [ 17 ] |
| АО АКБ «Северо-Западный 1 Альянс Банк»                 | 1990   | 766  | 16.02.2017 | ОД-414        | Санкт-Петербург | Да  | Неисполнение федеральных законов, регулирующих банковскую деятельность. Неисполнение нормативных актов Банка России. Низкое значение нормативов достаточности собственных средств (капитала), существенное снижение размера собственных средств (капитала). | [ 18 ] [ 19 ] |
| АО «Банк „ГПБ-Ипотека“»                                | 1993   | 2403 | 21.02.2017 | ОД-456        | Москва          | Нет | Решение уполномоченного органа банка о прекращении деятельности в порядке добровольной ликвидации. | [ 20 ] [ 21 ] |
| Март                                                   |        |      |            |               |                 |     | |               |
| ПАО «Татфондбанк»                                      | 1994   | 3058 | 03.03.2017 | ОД-542        | Казань          | Да  | Неисполнение федеральных законов, регулирующих банковскую деятельность. Неисполнение нормативных актов Банка России. Значение нормативов достаточности собственных средств (капитала) ниже 2 %, снижение размера собственных средств (капитала) ниже минимального значения уставного капитала. | [ 22 ] [ 23 ] |
| ПАО «ИнтехБанк»                                        | 1994   | 2705 | 03.03.2017 | ОД-546        | Казань          | Да  | Неисполнение федеральных законов, регулирующих банковскую деятельность. Неисполнение нормативных актов Банка России. Значение нормативов достаточности собственных средств (капитала) ниже 2 %, снижение размера собственных средств (капитала) ниже минимального значения уставного капитала. | [ 24 ] [ 25 ] |
| АО «Анкор Банк Сбережений»                             | 1992   | 889  | 03.03.2017 | ОД-550        | Казань          | Да  | Неисполнение федеральных законов, регулирующих банковскую деятельность. Неисполнение нормативных актов Банка России. Неспособность удовлетворить требования кредиторов по денежным обязательствам. | [ 26 ] [ 27 ] |
| ООО КБ «Межрегиональный почтовый банк»                 | 1994   | 3171 | 03.03.2017 | 2177700383386 | Москва          | Да  | Решение уполномоченного органа банка о прекращении деятельности в порядке добровольной ликвидации. | [ 28 ] [ 29 ] |
| АО «Банк Экономический Союз»                           | 1994   | 2798 | 13.03.2017 | ОД-628        | Москва          | Да  | Неисполнение федеральных законов, регулирующих банковскую деятельность. Неисполнение нормативных актов Банка России. Несвоевременное исполнение обязательств перед кредиторами. Проведение сомнительных транзитных операций. | [ 30 ] [ 31 ] |
| АО «Торговый Городской Банк»                           | 1994   | 3180 | 13.03.2017 | ОД-626        | Москва          | Да  | Неисполнение федеральных законов, регулирующих банковскую деятельность. Неисполнение нормативных актов Банка России. Нарушение требований Федерального закона № 115-ФЗ. Несвоевременное исполнение обязательств перед кредиторами. | [ 32 ] [ 33 ] |
| ПАО «Нефтяной Альянс»                                  | 1994   | 2859 | 14.03.2017 | ОД-640        | Москва          | Да  | Неисполнение федеральных законов, регулирующих банковскую деятельность. Неисполнение нормативных актов Банка России. Нарушение требований Федерального закона № 115-ФЗ. Значение нормативов достаточности собственных средств (капитала) ниже 2 %, снижение размера собственных средств (капитала) ниже минимального значения уставного капитала. Несвоевременное исполнение обязательств перед кредиторами. | [ 34 ] [ 35 ] |
| АО «Бинбанк Столица»                                   | 1994   | 3052 | 24.03.2017 | 2177700101764 | Москва          | Нет | Присоединён к ПАО «Бинбанк». | [ 36 ] [ 37 ] |
| АО «Металлургический коммерческий банк» («Меткомбанк») | 1990   | 901  | 27.03.2017 | 2174400031386 | Череповец       | Нет | Присоединён к ПАО «Совкомбанк». | [ 38 ] [ 39 ] |

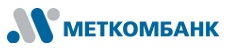
Логотип «Меткомбанк»

## 2 квартал
В разделе приведены все кредитные организации, у которых во 2-м квартале 2017 года была отозвана или аннулирована лицензия.
| Наименование                                                                                 | Основ. | Лиц.   | Дата       | Приказ        | Регион          | АСВ | Причина | Прим.                |
| -------------------------------------------------------------------------------------------- | ------ | ------ | ---------- | ------------- | --------------- | --- | --- | -------------------- |
| Апрель                                                                                       |        |        |            |               |                 |     | |                      |
| ООО «Татарстанский аграрно-промышленный банк» («ТАТАГРОПРОМБАНК»)                            | 1990   | 728    | 05.04.2017 | ОД-872        | Казань          | Да  | Полная утрата банком капитала. Нарушение требований Федерального закона № 115-ФЗ. | [ 40 ] [ 41 ] [ 42 ] |
| АО КБ «Росэнергобанк» («РЭБ»)                                                                | 1992   | 2211   | 10.04.2017 | ОД-942        | Москва          | Да  | Неспособность банка исполнять обязательства перед кредиторами. Недостоверная финансовая отчетность. | [ 43 ] [ 44 ]        |
| АО «Акционерный коммерческий инновационный банк „Образование“»                               | 1991   | 1521   | 21.04.2017 | ОД-1055       | Москва          | Да  | Неисполнение федеральных законов, регулирующих банковскую деятельность. Неисполнение нормативных актов Банка России. Нарушение требований Федерального закона № 115-ФЗ. Существенная недостоверность отчётности. Неспособность удовлетворить требования кредиторов по денежным обязательствам.                                                    | [ 45 ] [ 46 ]        |
| АО АКБ «Финарс Банк»                                                                         | 1994   | 2938   | 21.04.2017 | ОД-1057       | Москва          | Нет | Неисполнение федеральных законов, регулирующих банковскую деятельность. Неисполнение нормативных актов Банка России. Нарушение требований Федерального закона № 115-ФЗ. Проведение сомнительных транзитных операций. | [ 47 ] [ 48 ]        |
| АО КБ «Гаранти Банк — Москва»                                                                | 1995   | 3275   | 27.04.2017 | 2174400032387 | Москва          | Нет | Присоединён к ПАО «Совкомбанк». | [ 49 ] [ 50 ]        |
| ООО НКО ПС «Рапида»                                                                          | 2001   | 3371-К | 27.04.2017 | 2177700140913 | Москва          | Нет | Присоединена к АО «КИВИ Банк». | [ 51 ] [ 52 ] [ 53 ] |
| АО Банк «СИБЭС»                                                                              | 1993   | 208    | 28.04.2017 | ОД-1134       | Омск            | Да  | Неисполнение федеральных законов, регулирующих банковскую деятельность. Неисполнение нормативных актов Банка России. Нарушение требований Федерального закона № 115-ФЗ. Существенная недостоверность отчетности. Проведение «фиктивных» операций по замене активов.                                                                               | [ 54 ] [ 55 ]        |
| ООО КБ «Международный строительный банк» («МСБ»)                                             | 2008   | 3484   | 28.04.2017 | ОД-1138       | Москва          | Нет | Неисполнение федеральных законов, регулирующих банковскую деятельность. Неисполнение нормативных актов Банка России. Неспособность удовлетворять требования кредиторов по денежным обязательствам. | [ 56 ] [ 57 ]        |
| ООО «Владимирский промышленный банк» («Владпромбанк»)                                        | 1990   | 870    | 28.04.2017 | ОД-1140       | Владимир        | Да  | Неисполнение федеральных законов, регулирующих банковскую деятельность. Неисполнение нормативных актов Банка России. Нарушение требований Федерального закона № 115-ФЗ. | [ 58 ] [ 59 ]        |
| Май                                                                                          |        |        |            |               |                 |     | |                      |
| ПАО «Башкирский Промышленный Банк» («Башпромбанк»)                                           | 1990   | 1006   | 02.05.2017 | 2177700144290 | Уфа             | Нет | Присоединены к ПАО «Банк Уралсиб». | [ 60 ] [ 61 ]        |
| ПАО «Банк Балтийское Финансовое Агентство» («Банк БФА»)                                      | 1994   | 3038   | 02.05.2017 | 2177700144312 | Санкт-Петербург | Нет | Присоединены к ПАО «Банк Уралсиб». | [ 62 ] [ 63 ]        |
| ООО «Коммерческий банк содействия развитию торговли и снабжения „Информпрогресс“»            | 1992   | 2166   | 15.05.2017 | ОД-1236       | Москва          | Да  | Неисполнение федеральных законов, регулирующих банковскую деятельность. Неисполнение нормативных актов Банка России. Недостаточный размер уставного капитала и размер собственных средств. | [ 64 ] [ 65 ]        |
| ОАО АКБ «Интеркоопбанк»                                                                      | 1994   | 2803   | 15.05.2017 | ОД-1238       | Москва          | Да  | Неисполнение федеральных законов, регулирующих банковскую деятельность. Неисполнение нормативных актов Банка России. Нарушение требований Федерального закона № 115-ФЗ. Проведение сомнительных транзитных операций. | [ 66 ] [ 67 ]        |
| АО «Айви Банк»                                                                               | 1992   | 2055   | 29.05.2017 | ОД-1394       | Москва          | Да  | Неисполнение федеральных законов, регулирующих банковскую деятельность. Неисполнение нормативных актов Банка России. Наличие реальной угрозы интересам кредиторов и вкладчиков. | [ 68 ] [ 69 ]        |
| ООО «Международный коммерческий банк развития инвестиций и технологий (Центр)» («РИТЦ Банк») | 1994   | 2677   | 29.05.2017 | ОД-1396       | Петрозаводск    | Нет | Неисполнение федеральных законов, регулирующих банковскую деятельность. Неисполнение нормативных актов Банка России. Нарушение требований Федерального закона № 115-ФЗ. Значение нормативов достаточности собственных средств (капитала) ниже 2 %, снижение размера собственных средств (капитала) ниже минимального значения уставного капитала. | [ 70 ] [ 71 ]        |
| ПАО НКО «ИР-Кредит»                                                                          | 1992   | 1274-К | 29.05.2017 | 2187700493715 | Москва          | Нет | Решение уполномоченного органа организации о прекращении деятельности в порядке добровольной ликвидации. | [ 72 ] [ 73 ]        |
| Июнь                                                                                         |        |        |            |               |                 |     | |                      |
| АО РНКО «Фидбэк» («ФБ»)                                                                      | 2011   | 3502-К | 19.06.2017 | ОД-1620       | Москва          | Нет | Неисполнение федеральных законов, регулирующих банковскую деятельность. Неисполнение нормативных актов Банка России. Нарушение требований Федерального закона № 115-ФЗ. Проведение «теневых» валютно-обменных операций. | [ 74 ] [ 75 ]        |
| АО НКО «Расчетный Финансовый Дом»                                                            | 2002   | 3430-К | 19.06.2017 | ОД-1622       | Санкт-Петербург | Нет | Неисполнение федеральных законов, регулирующих банковскую деятельность. Неисполнение нормативных актов Банка России. Нарушение требований Федерального закона № 115-ФЗ. Проведение сомнительных транзитных операций. | [ 76 ] [ 77 ]        |

## 3 квартал
В разделе приведены все кредитные организации, у которых в 3-м квартале 2017 года была отозвана лицензия.
| Наименование                                                                                   | Основ. | Лиц.  | Дата       | Приказ  | Регион    | АСВ | Причина | Прим.                |
| ---------------------------------------------------------------------------------------------- | ------ | ----- | ---------- | ------- | --------- | --- | --- | -------------------- |
| Июль                                                                                           |        |       |            |         |           |     | |                      |
| ООО КБ «Московский Национальный Инвестиционный Банк» («МНИБ»)                                  | 1994   | 3181  | 05.07.2017 | ОД-1857 | Москва    | Да  | Неисполнение федеральных законов, регулирующих банковскую деятельность. Неисполнение нормативных актов Банка России. Нарушение требований Федерального закона № 115-ФЗ. Проведение сомнительных транзитных операций. | [ 78 ] [ 79 ] [ 80 ] |
| АО АКБ «Легион»                                                                                | 1994   | 3117  | 07.07.2017 | ОД-1891 | Москва    | Да  | Неисполнение федеральных законов, регулирующих банковскую деятельность. Неисполнение нормативных актов Банка России. Значение нормативов достаточности собственных средств (капитала) ниже 2 %, снижение размера собственных средств (капитала) ниже минимального значения уставного капитала.                                                                                       | [ 81 ] [ 82 ]        |
| ПАО «Банк „Премьер Кредит“»                                                                    | 1991   | 1663  | 10.07.2017 | ОД-1907 | Москва    | Да  | Неисполнение федеральных законов, регулирующих банковскую деятельность. Неисполнение нормативных актов Банка России. Потеря ликвидности. Неспособность своевременно исполнять обязательства перед кредиторами. Наличие реальной угрозы интересам кредиторов и вкладчиков. | [ 83 ] [ 84 ]        |
| ООО «Сталь Банк»                                                                               | 1993   | 2248  | 10.07.2017 | ОД-1909 | Москва    | Да  | Неисполнение федеральных законов, регулирующих банковскую деятельность. Неисполнение нормативных актов Банка России. Наличие реальной угрозы интересам кредиторов и вкладчиков. | [ 85 ] [ 86 ] [ 87 ] |
| ПАО «Акционерный коммерческий межрегиональный топливно-энергетический банк „Межтопэнергобанк“» | 1994   | 2956  | 20.07.2017 | ОД-2033 | Москва    | Да  | Неисполнение федеральных законов, регулирующих банковскую деятельность. Неисполнение нормативных актов Банка России. Нарушение требований Федерального закона № 115-ФЗ. Неспособность удовлетворить требования кредиторов по денежным обязательствам. | [ 88 ] [ 89 ] [ 90 ] |
| ОАО АКБ «Спурт»                                                                                | 1992   | 2207  | 21.07.2017 | ОД-2071 | Казань    | Да  | Неисполнение федеральных законов, регулирующих банковскую деятельность. Неисполнение нормативных актов Банка России. Значение нормативов достаточности собственных средств (капитала) ниже 2 %, снижение размера собственных средств (капитала) ниже минимального значения уставного капитала. Неспособность обеспечить исполнение требований кредиторов.                            | [ 91 ] [ 92 ]        |
| ПАО Банк «ЮГРА»                                                                                | 1990   | 880   | 28.07.2017 | ОД-2138 | Москва    | Да  | Неисполнение федеральных законов, регулирующих банковскую деятельность. Неисполнение нормативных актов Банка России. Значение нормативов достаточности собственных средств (капитала) ниже 2 %, снижение размера собственных средств (капитала) ниже минимального значения уставного капитала. Проведение сомнительных транзитных операций. Существенная недостоверность отчетности. | [ 93 ] [ 94 ]        |
| Август                                                                                         |        |       |            |         |           |     | |                      |
| АО АКБ «Крыловский»                                                                            | 1990   | 456   | 02.08.2017 | ОД-2190 | Краснодар | Да  | Неисполнение федеральных законов, регулирующих банковскую деятельность. Неисполнение нормативных актов Банка России. Значение нормативов достаточности собственных средств (капитала) ниже 2 %, снижение размера собственных средств (капитала) ниже минимального значения уставного капитала.                                                                                       | [ 95 ] [ 96 ]        |
| АО «Банк социального развития „Резерв“»                                                        | 1993   | 2364  | 09.08.2017 | ОД-2240 | Челябинск | Да  | Неисполнение федеральных законов, регулирующих банковскую деятельность. Неисполнение нормативных актов Банка России. Существенное снижение размера собственных средств. | [ 97 ] [ 98 ]        |
| ПАО НКО «Континент Финанс»                                                                     | 1991   | 149-К | 09.08.2017 | ОД-2242 | Москва    | Нет | Неисполнение федеральных законов, регулирующих банковскую деятельность. Неисполнение нормативных актов Банка России. Нарушение требований Федерального закона № 115-ФЗ. Проведение сомнительных операций по купле-продаже инвестиционных монет из драгоценных металлов. | [ 99 ] [ 100 ]       |
| ООО КБ «Анелик РУ»                                                                             | 2003   | 3443  | 09.08.2017 | ОД-2244 | Москва    | Да  | Неисполнение федеральных законов, регулирующих банковскую деятельность. Неисполнение нормативных актов Банка России. Нарушение требований Федерального закона № 115-ФЗ. Проведение сомнительных транзитных операций, операций, связанных с выводом денежных средств за рубеж и их обналичиванием.                                                                                    | [ 101 ] [ 102 ]      |
| АО КБ «Русский Инвестиционный Альянс» («РИАБАНК»)                                              | 2003   | 3434  | 17.08.2017 | ОД-2323 | Москва    | Да  | Неисполнение федеральных законов, регулирующих банковскую деятельность. Неисполнение нормативных актов Банка России. Значение нормативов достаточности собственных средств (капитала) ниже 2 %, снижение размера собственных средств (капитала) ниже минимального значения уставного капитала.                                                                                       | [ 103 ] [ 104 ]      |
| АО АКБ «Северо-Восточный Альянс» («СВА»)                                                       | 1994   | 2768  | 21.08.2017 | ОД-2376 | Москва    | Нет | Неисполнение федеральных законов, регулирующих банковскую деятельность. Неисполнение нормативных актов Банка России. Образование на балансе значительного объёма «неработающих» активов. Наличие реальной угрозы интересам кредиторов. | [ 105 ] [ 106 ]      |
| Сентябрь                                                                                       |        |       |            |         |           |     | |                      |
| АО «Русский Международный Банк»                                                                | 1994   | 3123  | 04.09.2017 | ОД-2550 | Москва    | Да  | Неисполнение федеральных законов, регулирующих банковскую деятельность. Неисполнение нормативных актов Банка России. Нарушение требований Федерального закона № 115-ФЗ. | [ 107 ] [ 108 ]      |
| ООО КБ «Арсенал»                                                                               | 1994   | 3000  | 21.09.2017 | ОД-2725 | Москва    | Да  | Неисполнение федеральных законов, регулирующих банковскую деятельность. Неисполнение нормативных актов Банка России. Нарушение требований Федерального закона № 115-ФЗ. Проведение сомнительных транзитных операций. | [ 109 ] [ 110 ]      |

## 4 квартал
В разделе приведены все кредитные организации, у которых в 4-м квартале 2017 года была отозвана или аннулирована лицензия.
| Наименование                                                                | Основ. | Лиц.   | Дата       | Приказ        | Регион       | АСВ | Причина | Прим.           |
| --------------------------------------------------------------------------- | ------ | ------ | ---------- | ------------- | ------------ | --- | --- | --------------- |
| Октябрь                                                                     |        |        |            |               |              |     | |                 |
| ПАО «Московский акционерный банк „Темпбанк“»                                | 1991   | 55     | 02.10.2017 | ОД-2805       | Москва       | Да  | Неисполнение федеральных законов, регулирующих банковскую деятельность. Неисполнение нормативных актов Банка России. Значение нормативов достаточности собственных средств (капитала) ниже 2 %, снижение размера собственных средств (капитала) ниже минимального значения уставного капитала. Неспособность обеспечить исполнение требований кредиторов. | [ 111 ] [ 112 ] |
| ООО КБ «Международный Фондовый Банк» («МФБанк»)                             | 1994   | 3163   | 04.10.2017 | ОД-2852       | Москва       | Да  | Неисполнение федеральных законов, регулирующих банковскую деятельность. Неисполнение нормативных актов Банка России. Крайне низкое качество активов. Наличие повышенных рисков в связи с полной потерей управляемости. Наличие реальной угрозы интересам кредиторов и вкладчиков.                                                                         | [ 113 ] [ 114 ] |
| Ноябрь                                                                      |        |        |            |               |              |     | |                 |
| АО «Уралприватбанк»                                                         | 1991   | 153    | 03.11.2017 | 2177700350078 | Екатеринбург | Нет | Присоединён к ПАО «Бинбанк». | [ 115 ] [ 116 ] |
| ОАО АКБ «Народный Земельно-Промышленный Банк»                               | 1994   | 2873   | 13.11.2017 | 2177700355325 | Бийск        | Нет | Присоединён к АО КБ «Форбанк». | [ 117 ] [ 118 ] |
| АО НКО «Платежный Клиринговый Дом» («ПКД»)                                  | 2000   | 3343-К | 14.11.2017 | ОД-3207       | Москва       | Нет | Нарушение требований Федерального закона № 115-ФЗ. Проведение сомнительных транзитных операций. | [ 119 ] [ 120 ] |
| ООО КБ «Региональные финансы» («Регионфинансбанк»)                          | 2000   | 3357   | 17.11.2017 | ОД-3243       | Москва       | Нет | Нарушение требований Федерального закона № 115-ФЗ. Проведение «теневых» валютно-обменных операций. | [ 121 ] [ 122 ] |
| АО «Универсальный коммерческий банк гуманитарных инвестиций „Новый Символ“» | 1992   | 370    | 27.11.2017 | ОД-3320       | Москва       | Нет | Неисполнение федеральных законов, регулирующих банковскую деятельность. Неисполнение нормативных актов Банка России. Нарушение требований Федерального закона № 115-ФЗ. Проведение сомнительных транзитных операций. | [ 123 ] [ 124 ] |
| Декабрь                                                                     |        |        |            |               |              |     | |                 |
| ООО КБ «Европейский Стандарт» («ЕВРОСТАНДАРТ»)                              | 1995   | 3200   | 04.12.2017 | ОД-3386       | Москва       | Да  | Неисполнение федеральных законов, регулирующих банковскую деятельность. Неисполнение нормативных актов Банка России. Существенное снижение размера собственных средств (капитала). Наличие реальной угрозы интересам кредиторов и вкладчиков. | [ 125 ] [ 126 ] |
| ООО КБ «Новопокровский»                                                     | 1990   | 467    | 04.12.2017 | ОД-3388       | Краснодар    | Да  | Неисполнение федеральных законов, регулирующих банковскую деятельность. Неисполнение нормативных актов Банка России. Нарушение требований Федерального закона № 115-ФЗ. | [ 127 ] [ 128 ] |
| ООО КБ «Канский»                                                            | 1990   | 860    | 13.12.2017 | ОД-3490       | Берёзовка    | Да  | Неисполнение федеральных законов, регулирующих банковскую деятельность. Неисполнение нормативных актов Банка России. Значение нормативов достаточности собственных средств (капитала) ниже 2 %, снижение размера собственных средств (капитала) ниже минимального значения уставного капитала.                                                            | [ 129 ] [ 130 ] |
| АО «Банк профсоюзной солидарности и социальных инвестиций „Солидарность“»   | 1991   | 1555   | 15.12.2017 | ОД-3527       | Москва       | Да  | Неисполнение федеральных законов, регулирующих банковскую деятельность. Неисполнение нормативных актов Банка России. Низкое качество значительной части активов. Наличие реальной угрозы интересам кредиторов и вкладчиков. | [ 131 ] [ 132 ] |
| ООО КБ «Преодоление»                                                        | 1994   | 2649   | 22.12.2017 | ОД-3610       | Москва       | Да  | Неисполнение федеральных законов, регулирующих банковскую деятельность. Неисполнение нормативных актов Банка России. Нарушение требований Федерального закона № 115-ФЗ. Проведение «теневых» валютно-обменных операций. Наличие реальной угрозы интересам кредиторов и вкладчиков.                                                                        | [ 133 ] [ 134 ] |
| АО КБ «Северный Кредит»                                                     | 1993   | 2398   | 29.12.2017 | ОД-3754       | Вологда      | Да  | Неисполнение федеральных законов, регулирующих банковскую деятельность. Неисполнение нормативных актов Банка России. Нарушение требований Федерального закона № 115-ФЗ. Значение нормативов достаточности собственных средств (капитала) ниже 2 %, снижение размера собственных средств (капитала) ниже минимального значения уставного капитала.         | [ 135 ] [ 136 ] |

## Статистика

### Закрытие по месяцам
| Закрытие по месяцам | Закрытие по месяцам | Закрытие по месяцам | Закрытие по месяцам | Закрытие по месяцам |
| Месяц               |                     |                     |                     | Количество          |
| ------------------- | ------------------- | ------------------- | ------------------- | ------------------- |
| Январь              |                     |                     | 5                   |                     |
| Февраль             |                     |                     | 3                   |                     |
| Март                |                     |                     | 9                   |                     |
| Апрель              |                     |                     | 9                   |                     |
| Май                 |                     |                     | 7                   |                     |
| Июнь                |                     |                     | 2                   |                     |
| Июль                |                     |                     | 7                   |                     |
| Август              |                     |                     | 6                   |                     |
| Сентябрь            |                     |                     | 2                   |                     |
| Октябрь             |                     |                     | 2                   |                     |
| Ноябрь              |                     |                     | 5                   |                     |
| Декабрь             |                     |                     | 6                   |                     |

### Комментарии
1. ↑  По инициативе Банка России, согласно требованиям статьи 20 Федерального закона «О банках и банковской деятельности».
2. ↑  По инициативе собственников компании или в порядке её реорганизации.